# 碳的同素異形體

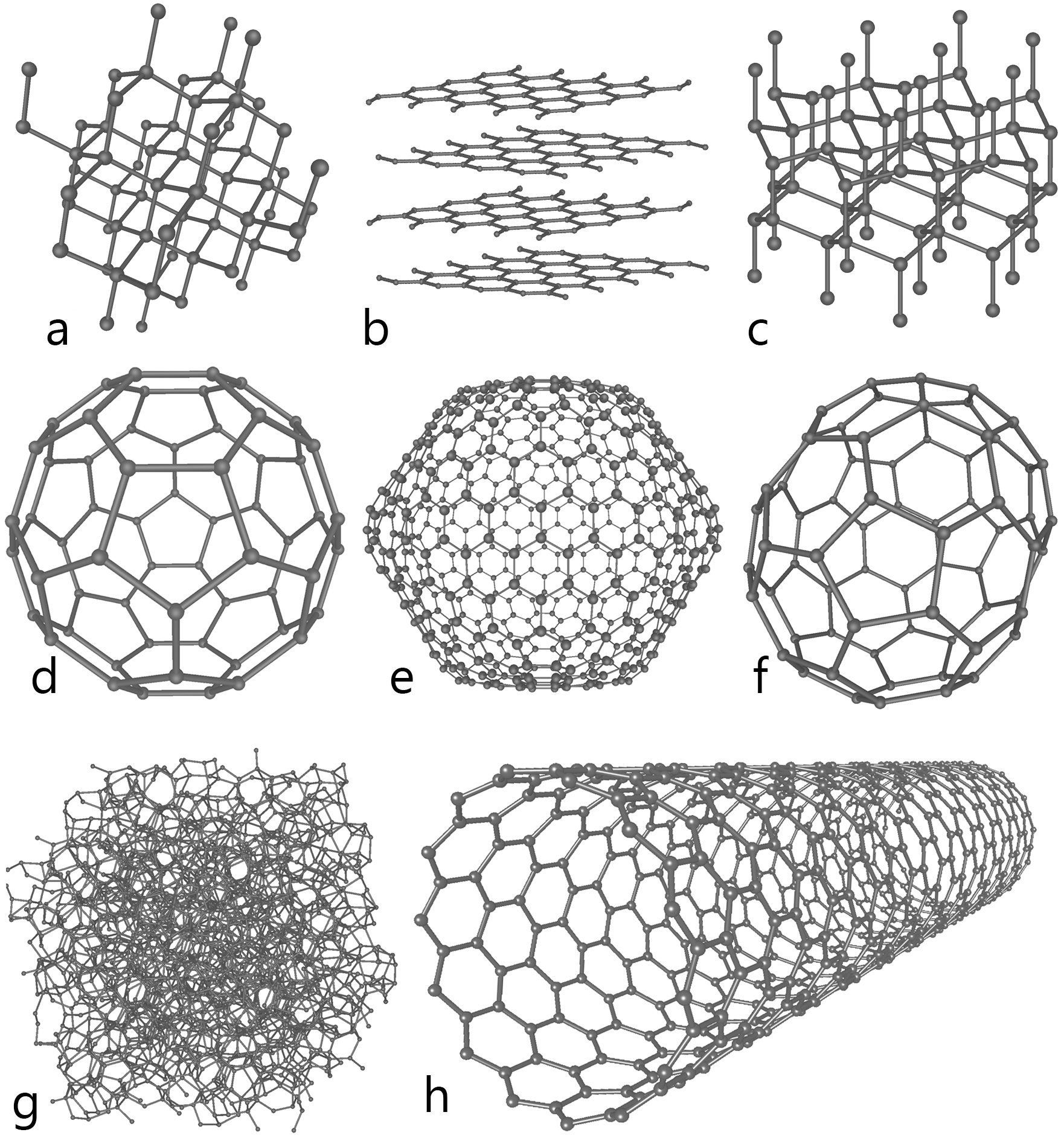
八種碳的同素異形體:
a) 鑽石,
b) 石墨,
c) 藍絲黛爾石,
d) C_{60} (富勒烯),
e) C_{540},
f) C70 富勒烯(C_{70}),
g) 无定形碳, 和
h) 单层 碳纳米管。

碳的同素異形體指的是碳元素的同素異形體，即純碳元素所能構成的各種不同的分子結構。包括了：
- 不定形碳
- 碳纳米泡沫（1997年發現）
- 鑽石
- 富勒烯
- 石墨
- 藍絲黛爾石
- 蠟石（或稱作白碳）
- 石墨烯
- 聚合钻石纳米棒
- 环碳

碳同素異形體系統橫跨完全極端且十分不同的範圍。
以鑽石及石墨為例：
| 钻石的性质         | 石墨的性质     |
| ------------------ | -------------- |
| 人類已知最硬的礦石 | 最軟的礦石之一 |
| 終極的研磨劑       | 非常好的潤滑劑 |
| 一流的絕緣體       | 良導體。       |
| 通常透明           | 不透光         |
| 結晶是等軸晶系     | 结晶是六方晶系 |
| 價值昂貴           | 价值普通。     |

另以不定形碳及碳奈米管為例：
| 不定形碳的性质         | 的性质                             |
| ---------------------- | ---------------------------------- |
| 最容易合成的材料之一   | 需極端高昂的成本才能製得。         |
| 完全各向同性擴展的材料 | 有一個方向前後延伸的各向异性材料。 |